# Stadio Louis II
Lo stadio Luigi II (in francese stade Louis-II) è uno stadio del Principato di Monaco, situato nel distretto di Fontvieille e intitolato a Luigi II, principe di Monaco, regnante dal 1922 al 1949.
È il campo dove disputa le partite casalinghe il Monaco, squadra di calcio del Principato e "ospite" del campionato francese di Ligue 1.

## Descrizione
Lo stadio ospita prevalentemente competizioni calcistiche e oltre ad essere la casa del Monaco fa da palcoscenico alla nazionale monegasca. Dal 1998 al 2012, è stato teatro della finale della Supercoppa UEFA. Questo trofeo, in precedenza assegnato con partita di andata e ritorno, si assegna dal 1998 in gara unica con cadenza annuale alla fine di agosto tra i vincitori della UEFA Champions League e della UEFA Europa League. Dal 2013 la finale, sempre in gara unica, è tornata ad essere itinerante. Ha inoltre spesso accolto i sorteggi di UEFA Champions League e UEFA Europa League.

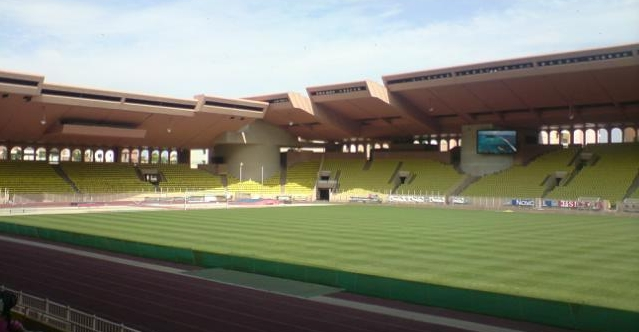
Vista interna dello stadio Louis II

Lo stadio è a carattere polisportivo, accogliendo pertanto competizioni di atletica leggera anche di livello internazionale, come il classico meeting Herculis e gare di nuoto, come la tappa del circuito europeo Mare Nostrum. È anche sede di concerti.
Lo stadio originario fu inaugurato nel 1939 affinché vi avessero luogo le partite del Monaco. Nei primi anni ottanta, nei pressi della vecchia struttura, fu edificato il nuovo impianto, su un terreno restituito dal mare e perfettamente inserito nel fitto contesto urbano grazie anche ad una copertura che riprende lo stile dei tetti dei palazzi della zona. Il nuovo stadio venne completato nel 1985.
Costruito su un'area di 3 preziosi ettari sui 116 dell'intero Principato, il Louis II è uno stadio tutto sommato piccolo, con una capienza di 18 523 posti, tutti a sedere. Posto a un livello leggermente rialzato rispetto alla strada, contiene al suo interno anche un campo polivalente indoor (per calcio a 5, pallacanestro, pallavolo, pallamano) una palestra, una piscina, un ristorante, gli uffici amministrativi del Monaco, la sede di un'università privata anglofona (IUM) ed un ampio parcheggio sotterraneo, proprio al di sotto del terreno di gioco.
All'interno le gradinate seguono un classico profilo ad anello intorno alla pista di atletica, con 3 lati coperti mentre il quarto lato, dietro la porta disposta a sud, è aperto verso il mare, con 9 arcate strette e lunghe dietro gli spalti che delimitano la scena. Sotto questo lato scorre l'Avenue du Port, che segna il confine sud-occidentale tra il Principato di Monaco e la Francia.